# Nepiesta hungarica
Nepiesta hungarica är en stekelart som beskrevs av Szepligeti 1916. Nepiesta hungarica ingår i släktet Nepiesta och familjen brokparasitsteklar. Inga underarter finns listade i Catalogue of Life.